# 慈松塘公园
慈松塘公园是中国西藏自治区拉萨市最大的水上公园，位于拉萨市慈松塘中路附近，紧邻拉萨赛马场，内有一人工湖。该公园建于2007年，原址为一片沙地。该公园建成后遭遇了缺水问题。